# Хурудж
Хурудж против правителя (араб. خروج على السلطان‎) — шариатский термин, означающий выступление мусульман против формальной государственной власти и правителя в мусульманской стране.

## Суть
Хурудж против правителя не обязательно является вооружённым восстанием (интифада), а включает в себя и другие методы противостояния государственной власти, например её вербальное обругивание, то есть «хурудж словами» (араб. خروج بالقول‎).
Одним из условий хуруджа является проявление очевидного куфра (араб. كفر بواح‎) правителем, например игнорирование им намаза, при этом более мелкие недостатки, скажем свершение грехов (фиск), не являются основанием для хуруджа, у разных факихов возможны к учёту и другие условия, например наличие альтернативной богобоязненной кандидатуры на пост правителя у мятежников, или же наличие у них сил для гарантированного свержения правителя, чтоб восстание при провале не привело к ещё большему злу (репрессии против мусульманского населения со стороны пережившего переворот правителя), учитывание потенциальных масляха/мафсада и пр.
Пример фетвы (автор Салех аль-Фаузан) о джихаде словами:

Хурудж словами против правителя уже более значим чем хурудж мечом, хурудж словами чреват хуруджем мечом. Хурудж словами чрезвычайно опасен, и не престало человеку подговаривать людей к хуруджу против правящего режима, поношение правителей перед народом — причина после него взяться за оружие и сражаться, так что хурудж словами вреднее хуруджа, так как вредит акыде, провоцируя конфликт между людьми, посеивая вражду между ними, что может послужить им поводом взяться за оружие, да. И в каждую эпоху хариджиты проявляли себя хариджитами, и в эпоху сахаба тоже, и в каждой эпохе явно следующий пути хариджитов — из их числа в любой из эпох, и в каждой эпохе следующий пути ахлю-с-сунна — из числа ахлю-с-сунна
Оригинальный текст (ар.)الخروج على الحاكم بالقول قد يكون أشد من الخروج بالسيف ، بل الخروج بالسيف مترتب على الخروج بالقول ، الخروج بالقول خطيرٌ جداً ، ولا يجوز للإنسان أن يحث الناس على الخروج على ولاة الأمور، ويبغَّض ولاة أمور المسلمين إلى الناس ، فإن هذا سبب في حمل السلاح فيما بعد والقتال ، فهو أشد من الخروج بالسيف ، لأنه يُفسد العقيدة ويُحرَّش بين الناس ويلقي العداوة بينهم وربما يسبب حمل السلاح . نعم . والخوارج في كل زمان هم خاصين بالخوارج في عصر الصحابة ، بل في كل زمان ، من سلك مسلك الخوارج فهو منهم في أي زمان ، ومن سلك مسلك أهل السنة فهو منهم في أي زمان . نعم .

## Этимология
Слово «хурудж» (корень خ ر ج) образовано от глагола خرج (выступать против чего-либо, выходить за пределы чего-либо), является его масдаром, тогда как слово خارج является его действительным причастием, от этого причастия при добавлении нисбы ي образуется слово خارجي, означающее хариджита. То есть несмотря на то, что словом «хариджиты» принято обозначать представителей различных экстремальных сект ислама, выступивших против Али ибн Аби Талиба и воевавших с ним и ныне вымерших, поскольку слова являются однокоренными, лингвистически корректно можно пернвести «хариджит» как «делающий хурудж» и применять его к современным мусульманам, чем пользуются мусульмане из числа сторонников властей мусульманских стран (или из числа их противников, но менее радикальных и осуждающих терроризм).

## Современность
В исламских террористических и активистских группах концепция хуруджа против правителя используется как обоснование для ведения политической (как агитация хизбитами за политическое политическое низложение режимов и переход к Халифату) или террористической (то есть такие акции как убийство Анвара Садата ихванами, подполье аль-Каиды, полноценные военные действия Исламского государства против ближневосточных режимов) деятельности против политических режимов, не считающихся ими исламскими.

## Другие виды хуруджа
Хурудж может применяться и в других терминах, например для обозначения пренебрежения намазом используется الخروج بصنعه («хурудж своим деянием», то есть против своей обязанности делать намаз).